# Гусман Кручага, Хуан
Хуан Гусман Кручага (исп. Juan Guzmán Cruchaga; 23 марта 1893, Сантьяго, Чили — 21 июля 1979, Винья-дель-Мар, Чили) — чилийский поэт и драматург, дипломат. Лауреат Национальной премии Чили в области литературы (1962).

## Биография
Баск по происхождению. В 1905 окончил колледж Сан-Игнасио. Затем с 1913 изучал право в Чилийском университете, но учёбы не завершил. Работал до 1917 служащим в Счетной палате.
Сотрудничал с журналом Зиг-Заг, был ночным репортёром El Diario Ilustrado. Занялся творчеством, позже опубликовал свою первую книгу стихов: «Хуан аль-Брасеро».
В 1917 году отправился в длительное путешествие, ненадолго возвращаясь в Чили. Благодаря помощи друга, ему удалось в устроиться в министерство иностранных дел, где он служил до самой пенсии в 1960 г. Гусман Кручага начал свою дипломатическую карьеру консулом в Тампико (Мексика), затем последовало консульство в Рио-Гальегос (Аргентина). Затем служил в разных странах и городах: Гонконге, Оруро (Боливия), Баия-Бланка (Аргентина), позже в Сан-Франциско и Сальта; Арекипа и Боготе. Был временным поверенным в делах в Каракасе, Буэнос-Айресе, дипломатическим консультантом, закончил свою дипломатическую карьеру в качестве посла в Сальвадоре. Память о его дипломатической деятельности изложена в его посмертной книге воспоминания, опубликованной в Национальной библиотеке.

## Творчество
В возрасте 19 лет опубликовал сборник лирической и интимной поэзии Junto al brasero. В 1919 году он выпустил свою вторую книгу La mirada inmóvil. В тот же период времени Гусман Кручага представил свою первую пьесу La sombra. Позже, с небольшим интервалом появились Chopin, и La princesa que no tenía corazón. Некоторые стихи поэта были изданы в Аргентине в 1921 году.
К ранней работе поэта относится «Canción» («Песня»), одно из самых известных стихотворений чилийской национальной поэзии.
В 1922 году Гусман Кручага вернулся к произведениям для театра, опубликовав пьесу El maleficio de la luna, опубликовал поэму La fiesta del corazón. В 1925 году он опубликовал сборник своих лучших стихов Agua de cielo.
Занимаясь дипломатической деятельностью, он продолжал писать, стал со временем известным поэтом, кульминацией его популярности стало вручение Национальной литературной премии за 1962 год.
В последние годы своей жизни опубликовал Canción y otros poemas (1950); María Cenicienta o la otra cara del sueño(1952) и Altasombra (1958) и Sed (1978).

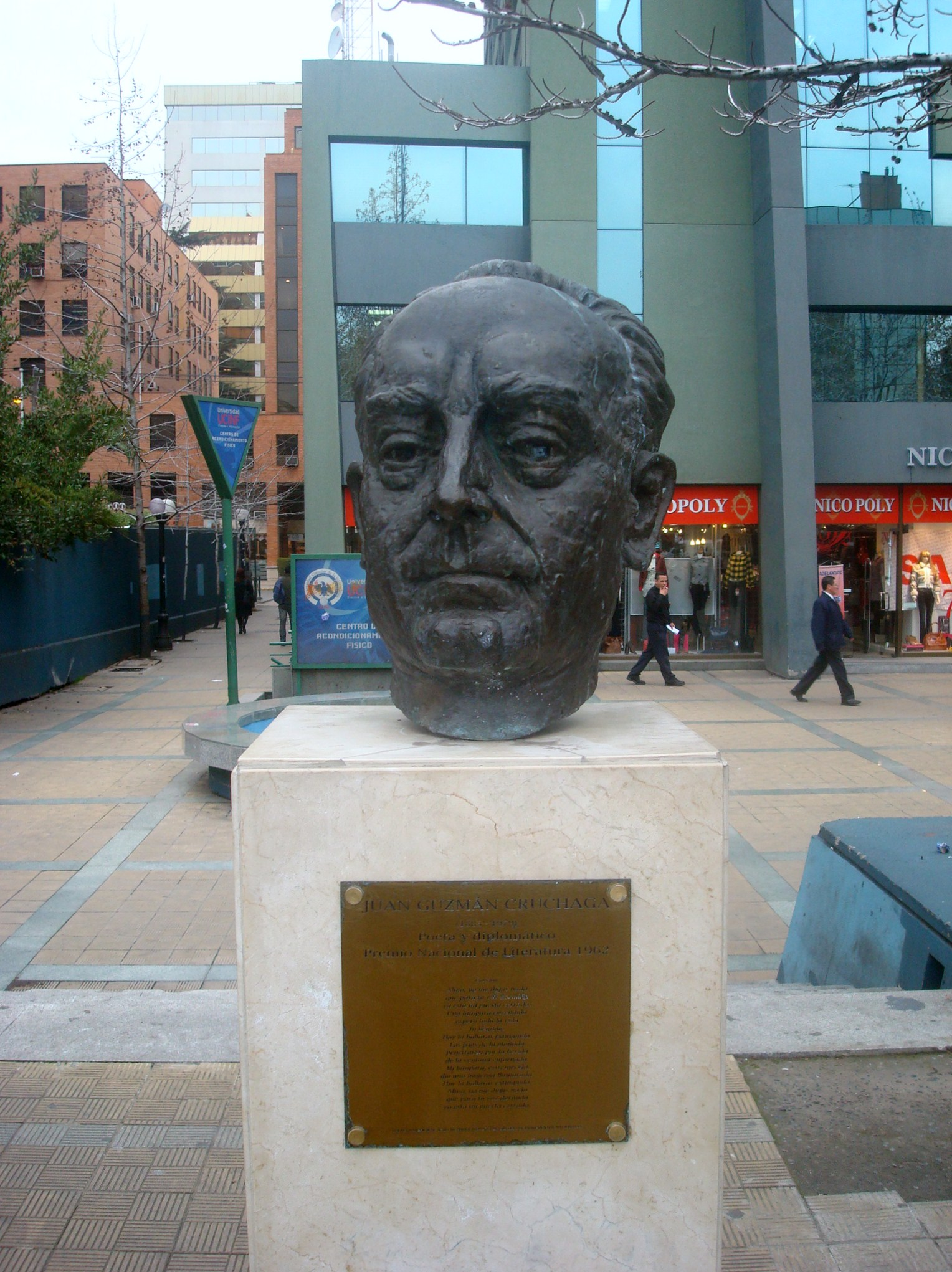
Бюст Хуана Гусмана Кручага в г. Провиденсия (Чили)

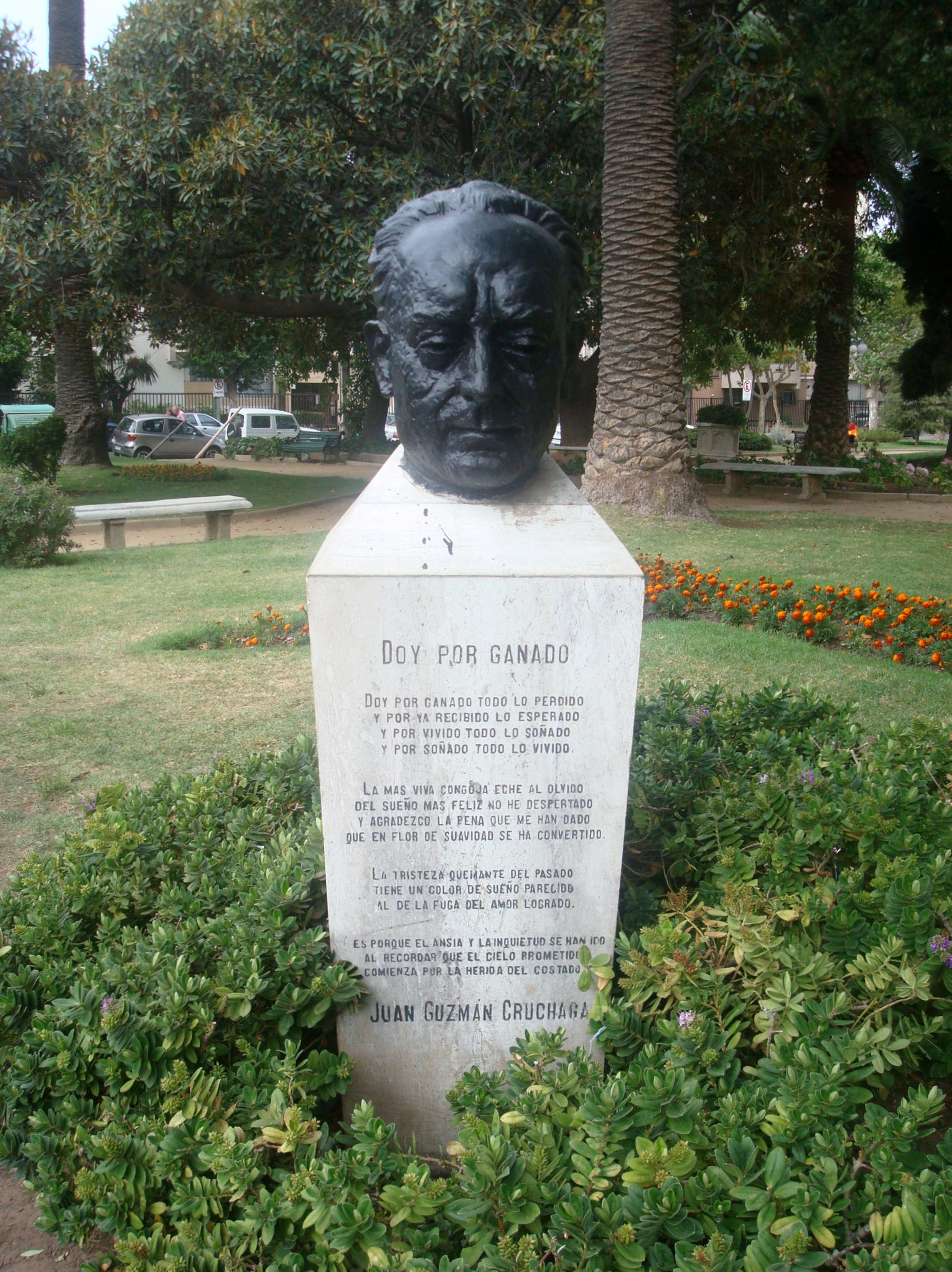
Бюст Хуана Гусмана Кручага в г. Винья-дель-Мар

## Избранные произведения
- «¿De donde llega?»
- «Junto al brasero», стихи, 1914.
- "La mirada inmóvil, стихи, 1919.
- «Chopin», стихи, 1919.
- «La sobra», пьеса, 1919.
- «lejana», стихи, 1919.
- «La princesa que no tenía corazón», пьеса, 1920.
- «El maleficio de la luna», стихи, 1922.
- «La fiesta del corazón», стихи, 1922.
- «agua del cielo», стихи, 1924.
- «Poemas escogidos», стихи, 1929.
- «Aventura», стихи, 1940.
- «Canción y otros poemas», поэма, 1942.
- «María cenicienta», пьеса, 1952.
- «Altasombra», стихи, 1952.
- «La sed», стихи, 1979.